# VII. Erik dán király

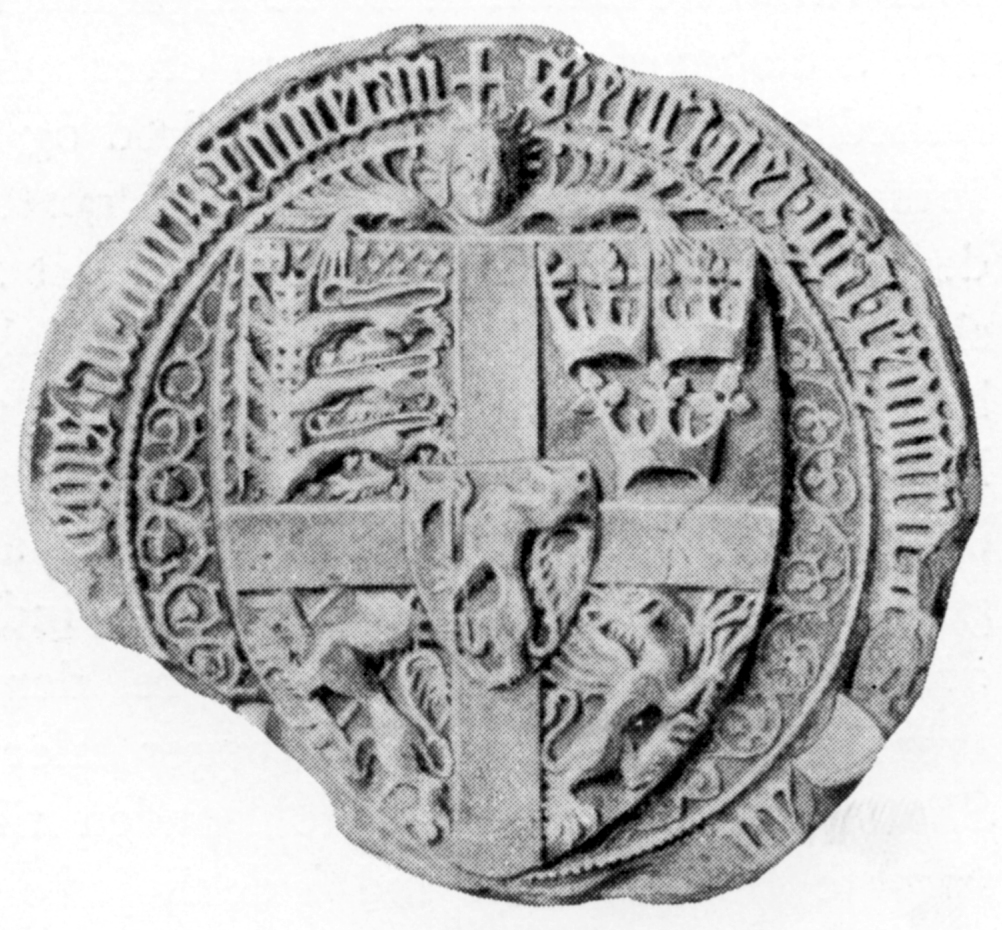
VII. Erik királyi pecsétje (1398)

VII. Erik Vratislavsson vagy Pomerániai Erik (dánul: Erik VII af Pommern) (1382 – 1459. május 3.) norvég király III. Erik néven 1389-től 1442-ig, dán és XIII. Erik néven svéd király 1396-tól 1439-ig. Luxemburgi Zsigmond magyar király és német-római császár elsőfokú unokatestvére. Zsigmond meghívására 1424-ben Magyarországra látogatott és tiszteletére Budán nagy ünnepséget rendeztek.

## Élete és uralkodása
A pomerániai szláv herceg, VII. Vratiszláv (1363–1395) fiaként a Bogislav nevet kapta születésekor. Apja Luxemburgi Zsigmond magyar király anyjának, Pomerániai Erzsébet német-római császárné volt az öccse. Anyja Mecklenburgi Mária, III. Henrik mecklenburgi herceg és Dániai Ingeborg lányaként IV. Valdemár dán király unokájaként látta meg a napvilágot. I. Margit dán királynő Erik néven adoptálta és Norvégiában 1388-ban utódának jelölte ki, a Kalmari unió által egyesített Norvégia, Svédország és Dánia rendjei pedig 1396-ban ismerték el jövendőbeli királyuknak.
Reformelképzelései miatt gyorsan népszerűtlenné vált. Margit királynő halála után, 1412-ben vette át közvetlenül a hatalmat. Azt a célt tűzte ki magának, hogy egy a kalmari unio résztvevőit egy nagy dán államban egyesíti és elhódítja a Hanzától a balti-tengeri uralmat. Erik 1415 és 1432 között a schleswigi Henrikkel viselt háborút, akit ki akart forgatni az örökségéből, 1432-ben azonban kénytelen volt erről lemondani. A Hanza-szövetséggel 1426 és 1435 között, és a holsteini grófokkal vívott háborúja is sikertelen volt, melynek eredményeképpen a vordingborgi szerződés alapján a területet, mint örökölt hűbért VII. Adolf grófnak kellett átengednie. Népszerűtlenségét tovább növelve 1429-től Øresund-nál minden nem svéd illetőségű hajóra vámot vetett ki.
Erik minden eszközzel pártolta a skandináv és különösen a dán kereskedőket a hanzások rovására. Svédországot várnagyai kényére-kedvére bízta, ő maga csak ritkán látogatott el ide. Bevezetett egy új adórendszert is, amelynek alapján készpénzt követelt alattvalóitól. A parasztok természetbeni adományait, a gabonát, vajat, húst szénát és egyebet pénzre váltásánál a várnagyok saját belátásuk szerint értékelhették, és aligha lehet kétség afelől, hogy általában áruk alatt fizettek a termékekért, a nyereséget pedig zsebre vágták. A kegyetlen holsteini háborúk és az alattvalókra terhelt rendkívül súlyos adók is gyűlöletessé tették nevét a három királyságban.
Erik belpolitikáját pedig már az abszolutizmus vonásai jellemezték. A kisbirtokos dán, sőt német nemesek közül engedelmes, hűséges helytartókat válogatott ki, és rájuk bízta a hűbérbirtokok kormányzását, amelyeket fokozatosan elvett a világi és az egyházi előkelőségektől. A század harmincas éveire kiéleződött az általános elégedetlenség, különösen Svédországban. Azzal pedig végképp betelt a pohár, hogy megszűnt a létfontosságú vas- és rézvásárlás és a sószállítás a Hanza-kereskedők részéről, mivel ezek hadban álltak Erikkel. A bányatulajdonosk és az ércbányász parasztok előharcosai lettek annak, hogy a svédek felkeljenek a királyi liga ellen.
A lázadás élére – 1434 júniusában – Engelbrekt Engelbrektsson bányatulajdonos kisnemes állt a svéd nép nemzeti hőse. Bár a felkelést Engelbrekt 1436-os meggyilkolása után leverték, ám hatására – 1437-ben – Karl Knutsson Svédországot hatalmába kerítette. A súlyos adók miatt és a trónöröklés kérdésében szembekerült országai rendjével, mire 1439-ben Svédországban felkelés támadt Erik ellen, ugyanakkor dániai Korsörben letették a trónról, mivel többnyire Dánián kívül tartózkodott és a pomerániai rokonait dán várakkal és uradalmakkal halmozta el. Ennek hírére Erik a dán koronázási jelvényekkel Gotland szigetére menekült, ahonnan zsoldba fogadott kalózai által pusztította a svéd partokat. 1449-ben végül visszatért Pomerániába és ott is fejezte be az életét.

## Érdekességek
- Jeruzsálemi zarándoklata alkalmával Budán Zsigmond magyar király vendége volt 1424-ben.[7]
- Munkája, a De origine gentis Danorum Lindenbrognak Scriptores rerum septentriopnalum és Gruternak a Chronicon chronicorum gyűjtewményeiben jelent meg.[1]

## Házasságai
- Erik Lundban, 1406. október 26-án[11] kötött házasságot Lancasteri Filippával (1394. július 4. – 1430. január 6.), IV. Henrik angol király leányával, aki egy halva született fiút szült 1429-ben, amely végül az életébe került a királynénak is.
- Szeretője egy Cecilia nevű úrnő volt, akit állítólag titokban feleségül vett.

## Megjelenése játékfilmben
- 2021-ben mutatták be Az észak királynője című, nagyszabású dán mozifilmet, Charlotte Sieling rendezésében, nemzetközi szereplőgárdával. A címszereplő Margit királynőt Trine Dyrholm, Pomerániai Erik királyt Morten Hee Andersen alakítja. A cselekmény a trónkövetelő Ál-Olaf 1402-es fellépéséből eredő politikai válságot dolgozza fel.